# Kungaresidens
Kungaresidens, en byggnad bebodd av den kungliga familjen.
I Sverige har bland annat följande byggnader tjänat som kungaresidens:
- Stockholms slott
- Drottningholms slott
- slottet Tre Kronor
- Näs slott
- Bjälbo